# Виртуален убиец
„Виртуален убиец“ (на английски: Virtuosity) е американски научнофантастичен филм от 1995 г. на режисьора Брет Ленърд, с участието на Дензъл Уошингтън и Ръсел Кроу. Премиерата на филма в Съединените щати е на 4 август 1995 г.